# Ratpenat de nas tubular de Pallas
El ratpenat de nas tubular de Pallas (Nyctimene cephalotes) és un ratpenat de la família dels pteropòdids. Viu a Indonèsia i Papua Nova Guinea.